# Al-Ahram
Al-Ahram (em árabe: الأهرام, "As Pirâmides"), fundado em 1875, é o jornal diário de maior circulação do Egito, e o segundo mais antigo do país, atrás apenas de Al-Waqae'a Al-Masreya ("Os Eventos Egípcios"), fundado em 1828. É de propriedade majoritária do próprio governo egípcio.
Dada a ampla variedade dialetal do idioma árabe, o Al-Ahram é considerado uma fonte influente em termos de estilo para o árabe escrito. O Middle East Institute descreveu o jornal, na década de 1950, como sendo para o público leitor de árabe em sua área de distribuição "o que o London Times é para os ingleses e o New York Times para os americanos."
Além da edição principal, publicada no Egito, o jornal publica ainda duas outras edições em árabe - uma voltada para o mundo árabe e outra voltada para um público internacional - e edições em inglês e francês.

## História
O Al-Ahram foi fundado em 1875 por dois irmãos libaneses, Beshara Taqla e Saleem Taqla, que na época viviam em Alexandria. Começou como um jornal semanal, publicado todos os sábados, porém dois meses depois de sua fundação foi transformado em diário. O jornal circulava no Egito e no Levante. Em novembro de 1899 sua sede foi deslocada para o Cairo. Acadêmicos religiosos como Muhammad Abduh e Jamal al-Din al-Afghani foram alguns dos contribuintes do jornal em seu início.

## Edições
O diário Al-Ahram é o carro-chefe da editora Al-Ahram, atualmente a maior do Egito. Sua sede fica em Bulaque, no Cairo, e seu conteúdo é controlado pelo Ministério da Informação egípcio. A edição do jornal destinada ao mundo árabe, chamada Al-Ahram Al-Arabiya, destinada a imigrantes egípcios em outros países árabes, é publicada diariamente no Barém, Arábia Saudita, Cuaite, Emirados Árabes e circula no Egito e na região do golfo Pérsico.
Uma edição internacional em árabe chamada Al-Ahram al-Duwali vem sendo publicada diariamente em Londres desde 1984, impressa tanto nesta cidade quanto em Paris, e circula por toda a Europa, Estados Unidos, Canadá e no próprio Egito.
Duas edições em outros idiomas também são produzidas: o Al-Ahram Weekly, em inglês, fundado em 1991, e o Al-Ahram Hebdo, em francês.

## Propriedade e influência governamental
O Al-Ahram é de propriedade da Fundação Al-Ahram, e é um dos jornais de maior circulação do mundo. O governo egípcio é seu acionista majoritário, e indica os editores. Na condição de indicados estatais, pouca censura é exercida de fato sobre eles; subentende-se que são leais ao Estado. O Al-Ahram frequentemente tem ignorado e banalizado os partidos de oposição ao Partido Democrata Nacional, governista, e não publica críticas diretas ao governo de Hosni Mubarak.
A Anti-Defamation League, organização não-governamental americana de proteção aos direitos humanos, numa crítica dos jornais árabes feita em 2005, declarou que o Al-Ahram "recebe considerável liberdade de ação" pelo governo, contanto que evitem "certos 'tabus'." A organização Repórteres Sem Fronteiras, em seu relatório de 2005 sobre a liberdade de imprensa no país, afirmou que os editoriais de diversos jornais, entre eles o Al-Ahram, se tornaram cada vez mais críticos a respeito do controle do Partido Nacional Democrático sobre o governo e da corrupção do regime Mubarak. Numa entrevista para a entidade, Abdel Halim Qandil, editor da revista semanal Al-Arabi, declarou que o governo interfere com a operação independente do Al-Ahram através do controle de suas prensas e da indicação de seus editores.